# Metzgeria californica
Metzgeria californica är en snäckart som beskrevs av Dall 1903. Metzgeria californica ingår i släktet Metzgeria och familjen Turbinellidae. Inga underarter finns listade i Catalogue of Life.